# 千島阿伊努語
千島阿伊努語（俄语：курильский айнский язык），又稱阿伊努語千島方言、庫里爾阿伊努語、阿伊努語庫里爾方言，是阿伊努人民族語言阿伊努語的一種方言，使用地區主要位於俄羅斯的庫頁群島（千島群島），主要分佈於庫納希爾（國後）、伊圖魯普（擇捉）、烏魯普（得撫）、舒姆舒（占守）四個島嶼。在堪察加半島南端的庫頁阿伊努人與伊捷爾緬人混居地區可能也有小部份使用者。
千島群島的阿伊努人是從北海道遷徙過去的，與鄂霍次克文化比較接近，可能與現代伊捷爾緬人有一定關係。1875年日本佔領千島群島後，庫頁阿伊努人被轉移到今日堪察加半島的烏斯季博利舍列茨克區，僅有100人存活，使庫頁阿伊努語的使用遭受毀滅性打擊。1945年蘇聯收復千島群島後，大部份留在千島群島南部的阿伊努人被驅逐到了日本。
庫頁阿伊努語大約在1884年以後滅絕。1962年，語言學家村崎恭子確認此方言已經滅絕。